# Magnus Garbe
Magnus Garbe ist eine Tragödie in drei Akten des deutschen Nobelpreisträgers für Literatur Gerhart Hauptmann, die im Sommer 1915 niedergeschrieben und am 4. Februar 1956 im Düsseldorfer Schauspielhaus unter der Regie von Karl-Heinz Stroux mit Alfred Schieske in der Titelrolle uraufgeführt wurde. Hilde Mikulicz spielte Garbes Ehefrau Felicia. Die Buchausgabe des Inquisitionsdramas war 1942 bei S. Fischer im Bd. 8 der Ausgabe letzter Hand in Berlin erschienen.
Das beklemmende Stück „zeigt in schonungsloser Deutlichkeit die Bestialität des Menschen in der Masse.“

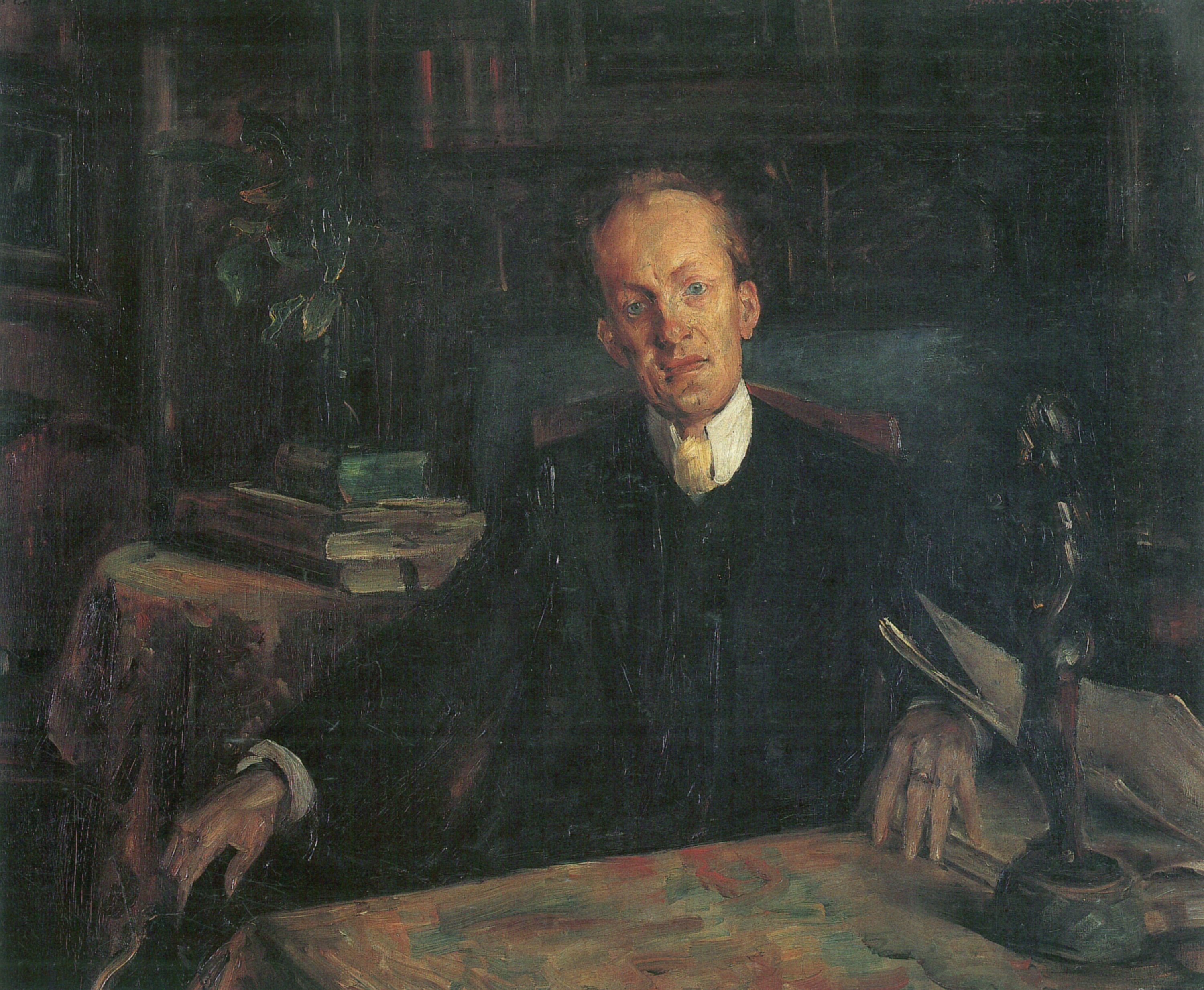
Gerhart Hauptmann auf einem Gemälde von Lovis Corinth anno 1900

## Entstehung
Zu Anfang des 20. Jahrhunderts studierte Gerhart Hauptmann intensiv die Hexenverfolgung der Inquisitoren anhand Bd. 1 von Paul Graf von Hoensbroechs „Das Papsttum in seiner sozialkulturellen Wirksamkeit“ (1900) – „eine leidenschaftliche Abrechnung mit dem Katholizismus“. Erst Anfang des Krieges nahm er das Projekt wieder auf.
Die Nationalsozialisten verwehrten dem Intendanten des Theaters Baden-Baden 1939 wegen „politischer Unzweckmäßigkeit“ die Aufführung der Fassung aus dem Jahr 1915. Im Jahr 1942 ließ der Autor die Buchausgabe bei S. Fischer erscheinen. Nach der Düsseldorfer Aufführung 1956 brachten noch drei Häuser das düstere Stück auf ihre Bühne.

## Inhalt
1
Um anno 1530 in einer reichsfreien deutschen Stadt: Die Schönheit von Felicia Garbe, Tochter des verstorbenen Senators Amsing, ist weitgerühmt. Ihr Gatte, der 51-jährige Bürgermeister Magnus Garbe, „ein gut katholischer Christ“, „ist der prächtigste und mächtigste Mann in der Stadt“. Sein Vater hatte sechsunddreißig Jahre Seiner fürstlichen Gnaden, dem Bischof des Bistums, gedient. Das Vermögen, das Felicia außer „dem herrlichen alten Amsinghaus“ mit in die Ehe gebracht hatte, verwendete der Bürgermeister größtenteils karitativ. Das brachte ihm bei den Bedürftigen den Beinamen Vater der Armen ein.
Da zieht das heilige päpstliche Tribunal in Gestalt von Dominikanermönchen in die Stadt ein. Als die Canes Domini, Patres in weißer Kutte, das stadtbekannte arme Schneiderlein, das kein Wässerchen trüben kann, strecken, mit glühenden Zangen reißen und Pflöcke unter die Nägel treiben lassen, schreitet der Bürgermeister ein. Die Hunde des Herrn, angeführt von Mönch Paulus Gislandus, oberster Richter des Glaubensgerichts, reagieren prompt. Der Pöbel dringt in das Haus des Baders Meulin ein, wirft die Möblierung zum Fenster hinaus, fesselt die Hausfrau Dorothea Meulin und die Dominikaner zerren sie aufs Halsgericht. Dorothea Meulin, ehemals Amme und Kinderfrau der kleinen Felicia Amsing, wird im Stockhaus der Stadt so lange auf der Folter gestreckt, bis sie zugibt, die Frau Bürgermeisterin Felicia Garbe sei eine Hexe.
2
Bei nächster Gelegenheit, als der Bürgermeister gerade einmal die Stadt verlassen hat, wird seine hochschwangere Frau „Felicia unterm Gejohl des großen Haufens im Bett aus dem Haus“ geschleppt, im Buddenturm festgesetzt und gefoltert. In der Haft bringt sie ihr erstes Kind, einen Knaben, zur Welt. Als Magnus Garbe, der sich ganz in der Nähe – vorm Stadttor – in seinem Weinberg aufhält, das Unglück erfährt, erleidet er einen Schlaganfall.
3
Drei Wochen später: Felicia soll, „von klein auf eine Satanshexe gewesen“, als Wetterhexe zusammen mit ihrem Neugeborenen verbrannt werden. Die Menge fordert: „… wir wollen die Bürgermeisterin brennen sehen …“. Ein neuer Bürgermeister amtiert. Zunächst wird das Amsinghaus niedergebrannt. Dazu der Kommentar des Dominikaners Bruder Thomas: „Frohlockt … wenn der Zorn Gottes die Hoffart der Gewaltigen demütigt!“
Zwei Beutel Gold für den Scharfrichter und seine Büttel, ausgegeben von Dr. Anselo, einem der Freunde des Magnus Garbe, machen es möglich. Das Kind wird in Sicherheit gebracht und Magnus Garbe darf die Nacht vor Felicias Feuertod zusammen mit ihr im Gefängnis verbringen.
Felicia „schleppt eine schwere Kette, die mit Ringen um beide Handgelenke befestigt ist.“ Sie gibt Sätze aus der Rede des Inquisitors an ihre Adresse wieder – zum Beispiel: „Es ist durch viele sichere Zeugen festgestellt, daß du mit unreinen Geistern nachts in entlegenen Winkeln und auf einsamen Kreuzwegen Unzucht getrieben hast.“ Felicia bedauert ihre arme Amme Dorothea Meulin. Und Felicia erinnert sich: „Mit eisernen Werkzeugen waren mir die Kiefer auseinandergesprengt. Gesteh! schrie der Pater Inquisitor … Wie soll einer gestehen, der weder Zähne noch Lippen aufeinanderbringen kann!“
Der Schlaganfall hat Magnus Garbes linke Seite gelähmt. Der Gezeichnete erkennt seine Frau nicht wieder. Felicia sagt zu ihm: „Du, Magnus! Komm, lege dich neben mich.“ Dann bittet sie ihn: „… rühre mich nicht an … Liebster! Ich habe brandige Löcher an meinen Brüsten. Ein eiternder Klumpen blutigen Fleisches ist meine rechte Hand … flieh! … Sie sagen, sie haben das Stigma gefunden.“
Darauf verleugnet Magnus Garbe Gott und verspricht Felicia: „… morgen wirst du mit mir im Pardiese sein.“ So kommt es: Magnus bleibt bei seiner Frau. Der Krug vergifteten Weines, den die Magd des Scharfrichters den beiden gereicht hat, wirkt. Beide wachen nach dem Trank – eng umschlungen – nicht wieder auf.

## Andere Premieren
- 1956, Volkstheater Rostock, Regie: Gotthard Müller mit Hermann Wagemann in der Titelrolle und Annelise Matschulat als Felicia.

## Rezeption
- 2. Februar 1956, im Spiegel: „Ich wette, sie sind zum Himmel gefahren“. Eine Vorbemerkung und eine Szene zur Uraufführung von „Magnus Garbe“ in Düsseldorf
- 8. Februar 1956, im Spiegel: Hauptmann-Uraufführung. Die bitterste Tragödie
- 1995, Leppmann: Gerhart Hauptmann, der den Text 1915 niedergeschrieben hat, erkenne ziemlich zeitig das Wesen des Weltkrieges – die „Bestialität des Menschen-in-der-Masse“.[9]

### Buchausgaben
Erstausgabe:
- Magnus Garbe. Tragödie. S. Fischer, Berlin 1942[10]

Verwendete Ausgabe:
- Magnus Garbe. Tragödie. S. 824–876 in Gerhard Stenzel (Hrsg.): Gerhart Hauptmanns Werke in zwei Bänden. Band II. 1072 Seiten. Verlag Das Bergland-Buch, Salzburg 1956 (Dünndruck)

### Sekundärliteratur
- Wolfgang Leppmann: Gerhart Hauptmann. Eine Biographie. Ullstein, Berlin 1996 (Ullstein-Buch 35608), 415 Seiten, ISBN 3-548-35608-7 (identischer Text mit ISBN 3-549-05469-6, Propyläen, Berlin 1995, untertitelt mit Die Biographie).
- Friedhelm Marx: Gerhart Hauptmann. Reclam, Stuttgart 1998 (RUB 17608, Reihe Literaturstudium). 403 Seiten, ISBN 3-15-017608-5.
- Peter Sprengel: Geschichte der deutschsprachigen Literatur 1900–1918. Von der Jahrhundertwende bis zum Ende des Ersten Weltkriegs. C.H. Beck, München 2004, ISBN 3-406-52178-9.
- Peter Sprengel: Gerhart Hauptmann. Bürgerlichkeit und großer Traum. Eine Biographie. 848 Seiten. C.H. Beck, München 2012 (1. Aufl.), ISBN 978-3-406-64045-2.